# Vitalij Makarov
Vitalij Valerijevič Makarov (* 23. června 1974 Těguldět, Tomská oblast) je bývalý ruský zápasník–judista, stříbrný olympijský medailista z roku 2004.

## Sportovní kariéra
Vyrůstal v Tuapse, odkud pochází jeho otec. Se sambem/judem začínal v 10 letech pod vedením Alexandra Aškenaziho. Po rozpadu Sovětského svazu v roce 1991 a odchodu trenéra Aškenaziho do Izraele se v roce 1993 dostal do vrcholového sportovního centra v Čeljabinsku, kde se připravoval po zbytek sportovní kariéry pod vedení Alexandra Millera. V ruské judistické reprezentaci se pohyboval od roku 1995 v lehké váze do 71 (73) kg. V roce 1996 prohrál nominaci na olympijské hry v Atlantě se Sergejem Kolesnikovem. V roce 1999 se druhým místem na mistrovství světa v Birminghamu kvalifikoval na olympijské hry v Sydney. Do Sydney však nepřijel v optimální formě a překvapivě vypadl v úvodním kole s Kazachem Askatem Šacharovem. Vše si vynahradil za čtyři roky na olympijských hrách v Athénách v roce 2004. V semifinále zvládl taktický zápas s Francouzem Danielem Fernandesem a ve finále se utkal s Jihokorejcem I Won-huiem. V pohledném finále s množstvím nástupů do technik prohrával od poloviny zápasu po Korejcově zvedačce s kombinací ko-uči-gake na juko. V poslední minutě se snažil bodový náskok smazat, ale soupeř byl na jeho levou uči-matu dobře připraven. V závěrečných sekundách se nechal hodit po kombinaci seoi-nage, ko-uči-gake na ippon a získal stříbrnou olympijskou medaili. Sportovní kariéru ukončil po vleklých zraněních v roce 2007. Věnuje se trenérské práci. V roce 2012 patřil k strůjcům úspěchu ruské judistické reprezentace na olympijských hrách v Londýně.

## Výsledky
| Turnaj             | 1994       | 1995       | 1996       | 1997       | 1998       | 1999       | 2000       | 2001       | 2002       | 2003       | 2004       |
| Turnaj             | 20         | 21         | 22         | 23         | 24         | 25         | 26         | 27         | 28         | 29         | 30         |
| Turnaj             | lehká váha | lehká váha | lehká váha | lehká váha | lehká váha | lehká váha | lehká váha | lehká váha | lehká váha | lehká váha | lehká váha |
| ------------------ | ---------- | ---------- | ---------- | ---------- | ---------- | ---------- | ---------- | ---------- | ---------- | ---------- | ---------- |
| Olympijské hry     |            |            | —          |            |            |            | úč.        |            |            |            | 2.         |
| Mistrovství světa  |            | —          |            | —          |            | 2.         |            | 1.         |            | 3.         |            |
| Mistrovství Evropy | —          | —          | —          | —          | 5.         | 3.         | 2.         | —          | úč.        | —          | úč.        |
| MS juniorů         | 1.         |            |            |            |            |            |            |            |            |            |            |
| ME juniorů         | 2.         |            |            |            |            |            |            |            |            |            |            |